# Kévin Denkey
Ahoueke Steeve Kévin Denkey (ur. 30 listopada 2000 w Lomé) – togijski piłkarz, grający na pozycji napastnika w amerykańskim klubie FC Cincinnati oraz w reprezentacji Togo.

## Kariera klubowa
Swoją piłkarską karierę Denkey rozpoczął w 2014 roku w Nîmes Olympique. W 2016 roku zaczął grać w rezerwach tego klubu, a 13 stycznia 2017 w zremisowanym 0:0 wyjazdowym meczu z Le Havre AC. Do końca 2018 grał jednak jedynie w rezerwach tego klubu.
Na początku 2019 roku Denkey został na pół roku wypożyczony do drugoligowego AS Béziers. Zadebiutował w nim 15 marca 2019 w wygranym 1:0 domowym meczu z AJ Auxerre. Latem 2019 wrócił do Nîmes, w którym w sezonach 2019/2020 i 2020/2021 grał w Ligue 1.
10 stycznia 2021 Denkey został zawodnikiem belgijskiego Cercle Brugge, do którego przeszedł za 2 miliony euro. W barwach tego klubu swój debiut zaliczył 17 stycznia 2021 w przegranym 0:1 domowym meczu ze Standardem Liège.
| Sezon   | Klub              | Kraj    | Rozgrywki              | Mecze | Gole |
| ------- | ----------------- | ------- | ---------------------- | ----- | ---- |
| 2016/17 | Nîmes Olympique   | Francja | Ligue 2                | 1     | 0    |
| 2016/17 | Nîmes Olympique B | Francja | Championnat National 3 | 14    | 7    |
| 2017/18 | Nîmes Olympique B | Francja | Championnat National 3 | 18    | 7    |
| 2018/19 | Nîmes Olympique B | Francja | Championnat National 2 | 12    | 8    |
| 2018/19 | AS Béziers        | Francja | Ligue 2                | 11    | 1    |
| 2019/20 | Nîmes Olympique   | Francja | Ligue 1                | 17    | 3    |
| 2020/21 | Nîmes Olympique   | Francja | Ligue 1                | 10    | 1    |
| 2020/21 | Cercle Brugge     | Belgia  | Eerste klasse A        | 13    | 2    |

## Kariera reprezentacyjna
W reprezentacji Togo Denkey zadebiutował 9 września 2018 w zremisowanym 0:0 meczu kwalifikacji do Pucharu Narodów Afryki 2019 z Beninem, rozegranym w Lomé.